# L'Immortelle (film, 1963)
Pour les articles homonymes, voir Immortelle.
Pour plus de détails, voir Fiche technique et Distribution.
L'Immortelle est un film franco-italo-turc réalisé par Alain Robbe-Grillet, sorti en 1963.

## Synopsis
Un homme rencontre une femme superbe et secrète qui pourrait être impliquée dans un réseau d'enlèvement de femmes. Après une relation passionnelle, celle-ci disparaît et il part à sa recherche. Personne ne semble se souvenir d'elle. Il finit par la retrouver mais elle meurt accidentellement avant de pouvoir expliquer sa disparition.

## Fiche technique
- Titre : L'Immortelle
- Réalisation : Alain Robbe-Grillet
- Scénario : Alain Robbe-Grillet
- Sociétés de production : Cocinor, Como Films, Dino De Laurentiis Cinematografica, Les Films Tamara
- Musique : Georges Delerue, Tahsin Kavalcioglu et Michel Fano
- Directeur de la photographie : Maurice Barry
- Montage : Bob Wade
- Pays d'origine : France - Italie - Turquie
- Format : Noir et blanc - Mono
- Genre : drame
- Durée : 101 minutes
- Date de sortie : 1963 en France
- Affiche : Gilbert Allard (France)

## Distribution
- Françoise Brion : L, la femme
- Jacques Doniol-Valcroze : N, l'homme
- Guido Celano : M, l'étranger
- Sezer Sezin : la femme turque
- Ulvi Uraz : le vieux marchand
- Catherine Robbe-Grillet : Catherine

## Récompense
- Prix Louis-Delluc en 1962 avec Le Soupirant de Pierre Étaix